# Casa dolce casa (film 1997)
(Darryl Kerrigan cita un proverbio)
Casa dolce casa (The Castle) è un film del 1997 diretto da Rob Sitch.

## Trama
I Kerrigan sono un'eccentrica famiglia australiana che vive a due passi dalla pista di atterraggio di un aeroporto. Un brutto giorno vengono informati che è stato progettato l'ampliamento dell'aeroporto e che saranno costretti a lasciare la loro casa. Per Darryl, il padre di famiglia, il problema non è tanto l'ammontare dell'indennizzo dell'immobile, quanto il valore affettivo per la casa, dove la sua famiglia vive felicemente da anni, di cui lui va molto fiero e che chiama "il castello". Darryl è convinto che il governo non possa obbligarlo ad abbandonare la sua casa, si affida quindi a Dennis Denuto, un avvocato di scarso successo, e intraprende un'azione legale contro la potente società Air Link. Purtroppo per lui, e per i suoi vicini, la causa viene persa e hanno 2 settimane per sgomberare l'abitazione. Lawrence Hammill, un avvocato di grande caratura ormai in pensione, conosciuto da Darryl proprio in tribunale durante una pausa, si offre pro bono di portare il caso fino all'Alta Corte. Lawrence vince la causa argomentando molto bene e appellandosi alla sezione 51(XXXI) della Costituzione australiana, facendo tornare così la felicità in casa Kerrigan.

## Produzione
Il film è stato girato in 11 giorni con un budget di 19.000 dollari ed è stato poi acquistato dalla Miramax per 6 milioni.

## Riconoscimenti
- Australian Film Institute Awards 1997: miglior sceneggiatura originale
- Australian Movie Convention 1998: film australiano dell'anno